# Stachyptilum macleari
Stachyptilum macleari är en korallart som beskrevs av Rudolf Albert von Kölliker 1880. Stachyptilum macleari ingår i släktet Stachyptilum och familjen Stachyptilidae. Inga underarter finns listade i Catalogue of Life.